# 乔治·博格尔

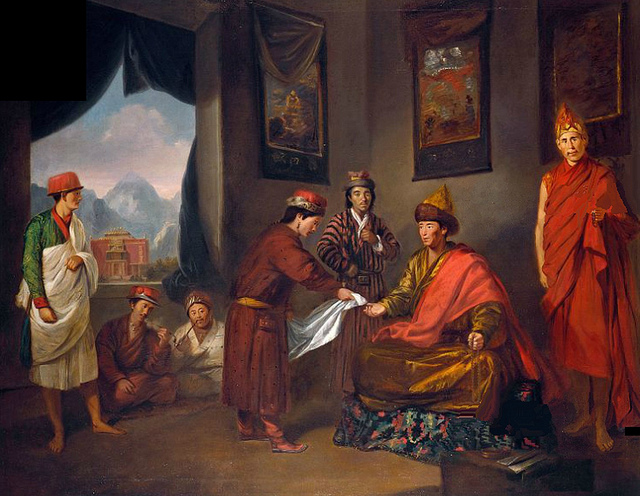
第六世班禅额尔德尼在扎什伦布寺接见乔治·博格尔，Tilly Kettle，约1775年

乔治·博格尔（George Bogle，1746年—1781年）苏格兰格拉斯哥人，探险家、外交官，第一位同西藏建立外交联系并试图获得中国清朝承认的西方外交官。他的使命至今仍是中国和西藏独立运动人士之间相互争论的依据之一。

## 生平

### 早年生涯
乔治·博格尔是一个富有的格拉斯哥商人、烟草主达尔多维的乔治·博格尔的第二个儿子。其母安妮·辛克莱（Anne Sinclair）是一位出身绅士家庭的妇女，是苏格兰的詹姆斯一世和詹姆斯二世的直系后裔。他的父亲达尔多维的乔治·博格尔在苏格兰同商界及政府的精英们有广泛的社会联系，贸易联系遍及整个大英帝国。
他出生于1746年，是三兄弟中最小的一个。他的哥哥约翰·博格尔最终在弗吉尼亚开设种植园，而他的另一位兄弟罗伯特·博格尔在伦敦商业冒险（开设进口商号“博格尔和斯科特（Bogle and Scott）”）失败之后，在格林纳达建立了棉花种植园。他的这两个兄弟都密切参与了黑奴三角贸易。他的四个姐妹都同她们一家所属的绅士阶层的贸易商、领主和律师结婚。母亲去世时，乔治·博格尔年仅13岁。次年，他赴爱丁堡大学专攻逻辑学。18岁时，他在恩菲尔德的一家私立学院完成了教育。在此之后，他花了半年时间在法国旅游。此后，他的兄弟罗伯特让他当“Bogle and Scott”的业务员，在那里他当出纳4年。

### 印度
他利用自己家的社会联系，获东印度公司（EIC）聘为作家。1770年，在严重的孟加拉饥荒中，他抵达英国在印度的权力中心加尔各答。他内容广泛的家信，以及他的日记，均表明他已是一位活泼、好客并富有洞察力的作家。他的同事和其他人的评价表明他是一位很随和、喜爱玩乐——如果有时候可以称为放荡——的同伴。毫无疑问，这些素质影响了东印度公司总督沃伦·黑斯廷斯，后者任命博格尔为自己的私人秘书。乔治·博格尔的信件表明他意识到黑斯廷斯涉嫌贪污，并对此产生疑虑（后来黑斯廷斯很快就因腐败遭到弹劾），他决定随遇而安。

### 出使不丹和西藏
1773年，黑斯廷斯回应了从庫赤比哈（Cooch Behar）的拉者到孟加拉北部的求助，它们都报称不丹的竺第悉（Druk Desi）Zhidar入侵其领土。黑斯廷斯同意在庫赤比哈承认英国统治权的条件下出兵援助。拉者同意后，在英国军队的帮助下，他们于1773年将不丹军队驱赶出杜阿尔斯，一直驱至山脚下。
竺第悉Zhidar随后面临不丹的内战。他的对手是吉美森格（Jigme Senge），时任年仅7岁的夏仲（Shabdrung）的摄政，吉美森格支持了不丹上下对Zhidar的不满情绪。当时Zhidar受到广泛不满，一是因为差役税（他希望在一年之内重建一个主要的宗（dzong），这明显是不可能的），二是因为他向清朝皇帝示好而威胁到不丹的独立。Zhidar很快就倒台，并被迫流亡西藏，在西藏他被第六世班禅额尔德尼监禁起来。一位新的竺第悉贡嘎仁欽（Kunga Rinchen）上台，英国由此获得了同不丹进行外交往来的机会。
六世班禪額爾德尼為了调解第一次英不战争，寫信給印度總督沃倫·黑斯廷斯，班禪通過竹第悉把護照交給使團。:78黑斯廷斯抓住这一时机委任博格尔率外交和调查团“为未知的孟加拉北部边界绘图”，以期开拓与西藏的贸易，并试图由此为同中国清朝的贸易另辟蹊径，当时大清帝国将对外贸易严格控制在广州。
博格尔的团队于1774年开始了此次冒险。该团队包括博格尔本人、军医亚历山大·汉密尔顿（Alexander Hamilton）、浦南吉尔（Purangir Gosain，Gosain为托钵僧之意，他原是第六世班禅额尔德尼的信使），以及随从仆人若干。他在日喀则受到第六世班禅额尔德尼接见。他对班禅额尔德尼印象良好，并在随后六个月在班禅额尔德尼的宫殿内过冬，学习一切他可以学到的西藏文化和政治知识。博格尔对自己的经历深感震撼，并在日记中写道，“当我回想自己在山上度过的时光时，这就像一场童话般的梦（When I look upon the time I have spent among the Hills it appears like a fairy dream.）”他的日记出版后，可能建立了西方有关西藏如同香格里拉的神話。博格尔帮助班禅额尔德尼合作撰写了至今仍然十分著名的《印度地理》（Geography of India）一书。
回到印度后，博格尔满足了班禅额尔德尼的要求，在离东印度公司总部不远的恒河岸边建立了一座寺庙，在印度的佛教僧众可以在这里回归其信仰之基。
尽管同中国建立贸易通道的任务最终没能完成，但是英国同西藏人的长久联系建立了起来。博格尔的出使被视为获得了成功，并在1775年被绘制成一幅油画，画面为博格尔觐见班禅额尔德尼。该油画由在加尔各答工作的英国画家Tilly Kettle创作，据说由黑斯廷斯献给英国国王乔治三世，现在属于皇家收藏。

### 刺探中国
冲破阻碍赴中国的希望被寄托在班禅喇嘛身上，他被视为可以同清朝乾隆帝沟通的中介。1780年，第六世班禅额尔德尼赴北京访问，并几乎为博格尔争取到了护照。乾隆帝赐给第六世班禅额尔德尼许多礼物，这种好意似乎预示着一张护照将可能被发放下来。但第六世班禅额尔德尼很快因天花而于同年在北京西黄寺圆寂。此事便不了了之。

### 死亡
1781年4月3日，博格尔逝世，原因可能是染上霍乱。后来他被埋葬在南公园路公墓。他终身没有结婚，但身后留下了一个叫乔治（George）的儿子，以及两个分别名为玛莎（Martha）和玛丽（Mary）的女儿。据家族传说，这两个女孩的母亲是藏族人。两个女孩被送回达尔多维家中，在那里，她们两个被博格尔的家人抚养长大，最终嫁给了苏格兰人。

## 博格尔出使的遗产
1876年，博格尔的日记及旅行日志出版，为萨拉特·钱德拉·达斯（Sarat Chandra Das）访问西藏提供了部分动力。达斯翻译并出版了有关第六世班禅额尔德尼藏文传记的一部分，并在文中描述了他和博格尔的友谊。一些评论指出博格尔和达斯为后来吉卜林的小说《金》提供了灵感，特别是吉卜林使用了“Teshoo Lama”的头衔（这是班禅喇嘛的另一种写法，被博格尔和其他同世代的英国文献使用）。
博格尔的出使至今仍然在激起回响。中华人民共和国政府在官方网站上以之作为英国承认中国当局对西藏的统治权的例子。他们将班禅额尔德尼向乾隆帝叩头视为向中国臣服。而藏族人则将其解释为学生（乾隆帝）和师尊（班禅额尔德尼）之间的会晤。